# Ondřej Cibulka
Ondřej Cibulka (28 luglio 1976) è un nuotatore artistico ceco.

## Carriera
Ha rappresentato la Repubblica Ceca nell'edizione inaugurale del duo misto ai Campionati mondiali di nuoto di Kazan' 2015, gareggiando con la connazionale Sabina Holubová nel duo misto libero, concludendo con il decimo posto in classifica.